# فنجاني مجعد
فنجاني مجعد (الاسم العلمي: Peziza crispa) هو نوع من الفطريات يتبع جنس الفنجاني من فصيلة الفنجانية.